# Cosmophorus dendroctoni
Cosmophorus dendroctoni är en stekelart som beskrevs av Henry Lorenz Viereck 1925. Cosmophorus dendroctoni ingår i släktet Cosmophorus och familjen bracksteklar. Inga underarter finns listade i Catalogue of Life.